# Einsamkeit
Einsamkeit is het tweede studioalbum van het Duitse muziekduo Lacrimosa. 

## Tracklist
1. Tränen der Sehnsucht (Part I & II) - 9:39
2. Reissende Blicke - 10:36
3. Einsamkeit - 5:08
4. Diener eines Geistes - 6:39
5. Loblied auf die Zweisamkeit - 9:40
6. Bresso - 5:01